# 薩拉伊 (泰基爾達省)

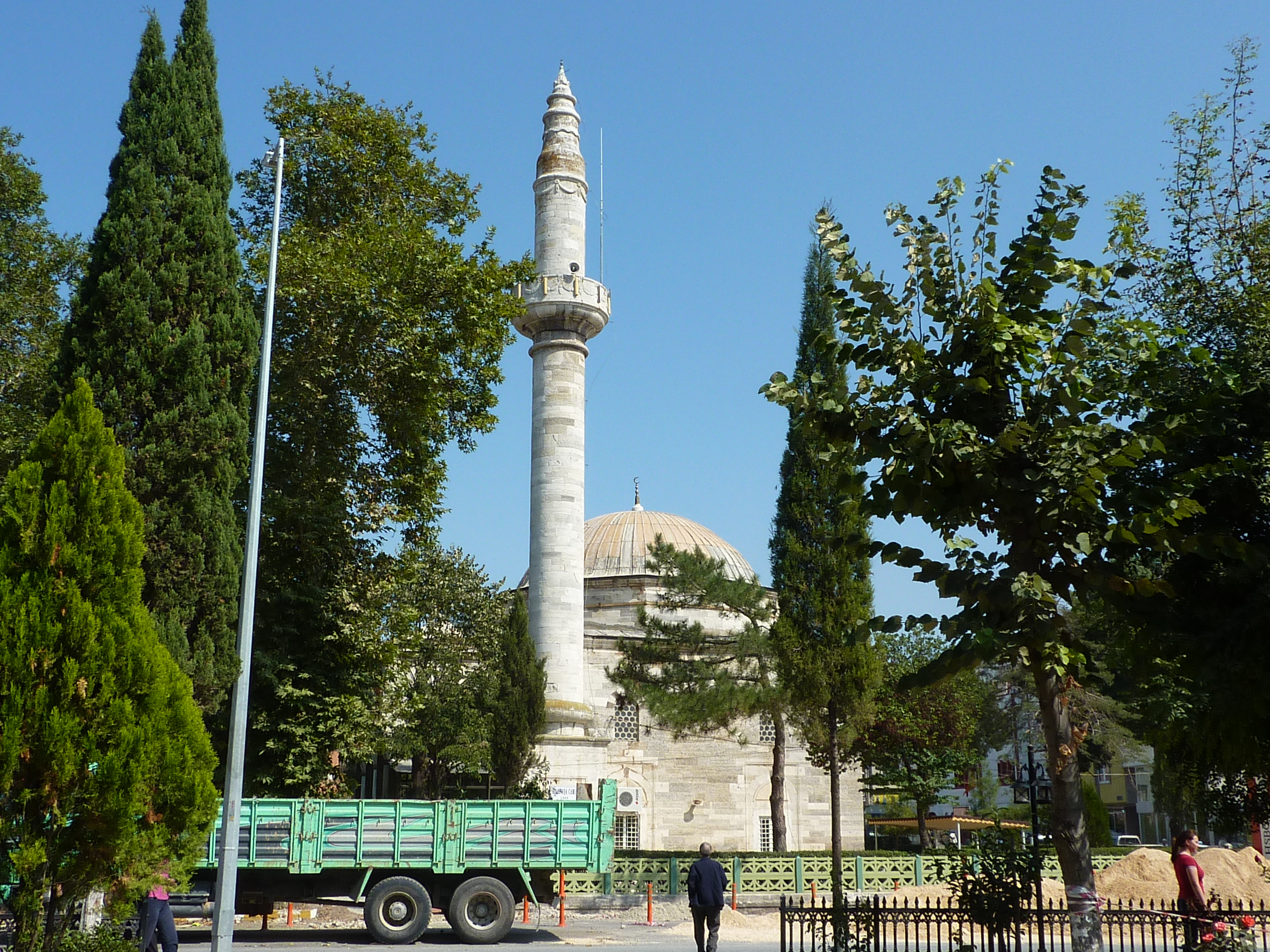
Ayas Paşa Mosque in Saray district

薩拉伊是土耳其的城鎮，由泰基爾達省負責管轄，位於該國西北部，距離首府泰基爾達78公里，面積612平方公里，海拔高度140米，2009年人口21,784。

## 外部連結
- Municipality official website
- Governate official website （页面存档备份，存于）